# Herrarnas 1 500 meter i hastighetsåkning på skridskor vid olympiska vinterspelen 1924
- 27 januari 1924

1 500 meter var den tredje skridskotävlingen under olympiska vinterspelen 1924. 22 skridskoåkare från nio nationer deltog.

## Medaljörer
| Guld                  | Silver             | Brons             |
| Clas Thunberg Finland | Roald Larsen Norge | Sigurd Moen Norge |

## Rekord
Dessa rekord gällde  (i minuter) inför spelen.
| Världsrekord     | 2:17.4(*) | Oscar Mathisen | Davos (Schweiz) | 18 januari 1914 |
| Olympiskt rekord |           | -              |                 |                 |

(*) Rekordet naterat på höghöjdsbana (minst 10 000 meter över havet) och på naturis.

## Resultat
| Placering | Tävlande               | Tid    |
| Guld      | Clas Thunberg          | 2.20,8 |
| Silver    | Roald Larsen           | 2.22,0 |
| Brons     | Sigurd Moen            | 2.25,6 |
| 4         | Julius Skutnabb        | 2.26,6 |
| 5         | Harald Strøm           | 2.29,0 |
| 6         | Oskar Olsen            | 2.29,2 |
| 7         | Harry Kaskey           | 2.29,8 |
| 8         | Joe Moore              | 2.31,6 |
| 8         | Charles Jewtraw        | 2.31,6 |
| 10        | Alberts Rumba          | 2.32,0 |
| 11        | Charles Gorman         | 2.35,4 |
| 12        | Bill Steinmetz         | 2.36,0 |
| 13        | Axel Blomqvist         | 2.36,4 |
| 14        | Léonhard Quaglia       | 2.37,0 |
| 15        | Leon Jucewicz          | 2.42,6 |
| 16        | André Gegout           | 2.54,4 |
| 17        | Gaston Van Hazebroeck  | 2.54,8 |
| 18        | George de Wilde        | 2.55,0 |
| 19        | Louis De Ridder        | 3.01,8 |
| 20        | Philippe Van Volckxsom | 3.14,6 |
| 21        | Marcel Moens           | 3.16,8 |
| -         | Asser Wallenius        | DNF    |